# Horodysche (huyện)
Huyện Horodysche (tiếng Ukraina: Городищенський район, chuyển tự: Horodysches’kyi raion) là một huyện của tỉnh Cherkasy thuộc Ukraina. Huyện Horodysche có diện tích 866 kilômét vuông, dân số theo điều tra dân số ngày 5 tháng 12 năm 2001 là 49307 người với mật độ 57 người/km2. Trung tâm huyện nằm ở Horodysche.